# Déisi
Los déisi fueron una clase de pueblos en la Irlanda antigua y medieval. El término viene del Idioma irlandés antiguo, y deriva de la palabra déis, que significa ‘vasallo’ o ‘subyugado’; en su sentido original, designaba grupos que eran vasallos o locatarios de un terrateniente. Más adelante,  se convirtió en un nombre propio para ciertos septos y sus propios súbditos a través de Irlanda. Los variados pueblos listados bajo el encabezado déis compartían el mismo estado en la Irlanda gaélica, y tuvieron poco o ningún real parentesco, aunque a menudo se pensaba que estaban relacionados genéticamente. Los grupos de déisi incluyen a los Déisi Muman (los Déisi de Munster), los Déisi Temro (de Tara), los Déisi Becc (ubicados en el Reino de Mide) y los Déisi Tuisceart (los Déisi del norte; un septo que se volvería famoso como los Dál gCais). Durante la Temprana Edad Media algunos grupos y subgrupos de Déisi ejercieron gran influencia política en varios lugares de Irlanda, y algunas fuentes escritas sugieren una conexión con Gran Bretaña también.

## Historia y contextos
Las primeras historias de los grupos Déisi son oscuras. Como una clase evolucionada de los pueblos que estaban ligados por su estado social más que por su parentesco, los grupos tuvieron largas historias independientes en diferentes lugares de Irlanda. Mientras que algunos textos medievales intentan darle a los Déisi un origen aristocrático, estos son invenciones posteriores que datan del período posterior a que los Déisi adquirieron poder político. A pesar de sus orígenes vasallos, representantes de al menos una de las poblaciones Déisi finalmente conseguirían un éxito espectacular, fundando una dinastía medieval poderosa qué aún sigue en existencia.

### Déisi Muman
Los Déisi Muman tuvieron un prominente poder, suficiente para formar su reino regional propio en Munster desde tiempos primitivos. En un título reciente, Paul MacCotter declara "El reino regional de los Déisi Muman tiene que haber existido en aproximadamente su ubicación actual desde un periodo muy temprano. Ogams fechados quizás en el siglo V registran los primeros nombres únicos asociados con sus reyes." Según Francis John Byrne,  hay ciertas pistas en inscripciones de que los Eóganachta y sus vasallos Déisi de Waterford pueden haber sido ambos de orígenes Galos bastante recientes. Los antepasados de los Eóganachta son conocidos como los Deirgtine y también se cree que estuvieron activos en la Gran Bretaña Romana, siendo una evidencia el nombre de su capital Cashel, que se piensa fue inspirado en el Romano castella que observaron en incursiones. Los Déisi Muman disfrutaron una posición en el reino posterior de los Eóganachta que sugiere una relación especial entre ellos. Byrne menciona que Eoin MacNeill notó que un número de los primeros nombres en los linajes Eóganachta se encuentran en ogams en el país Déisi de Waterford, entre ellos Nia Segamain (NETASEGAMONAS), llamado así por el dios Galo de la guerra Segomo. Según MacNeill, los Déisi de Waterford y los Eóganachta en Cashel "no pueden no estar conectados".
La dinastía Uí Liatháin fue vecina occidental de los proto Déisi Muman a lo largo de la costa irlandesa del sur e incursionaron y colonizaron partes del oeste de Gran Bretaña. Son la mejor caracterización de los colonizadores irlandeses del sur debido a claras referencias por nombre a ellos en las primitivas fuentes irlandesas y británicas, mientras que la presencia de los Déisi Muman no puede de hecho ser confirmada. También se los detecta como los Laigin, particularmente en Gales Del norte.

#### Posible presencia en Gran Bretaña
Los Déisi Muman son el tema de uno de los más famosos cuentos épicos medievales irlandeses, La Expulsión de los Déisi. Esta obra literaria, escrita por primera vez en algún momento del siglo VIII, es una leyenda pseudo-histórica de la fundación del Reino medieval de los Déisi Muman, la cual busca esconder la realidad histórica de que los orígenes del reino parten de los pueblos vasallos de Munster. Con este fin, se le atribuye a "los Déisi" una ascendencia enteramente ficticia  en Tara. El término "Déisi" está utilizado anacrónicamente en La Expulsión de los Déisi, ya que sus acontecimientos preocupan a la narrativa cronológica de los eventos que preceden el desarrollo histórico de las comunidades déisi o a la creación del reino de los Déisi Muman. La épica cuenta la historia de un septo llamado Dal Fiachach Suighe, que fueron expulsados de Tara por su pariente, Cormac mac Airt, y forzados a vagar sin hogar. Después de una migración hacia el sur y de muchas batallas, parte del septo finalmente se estableció en Munster.
En algún punto durante esta migración de Tara a Munster, una rama del septo, dirigida por Eochaid Allmuir mac Arte Corb, navegó a través del mar a Gran Bretaña dónde, se dice, sus descendientes luego gobernaron en Demed, el antiguo territorio de los Démetas (el moderno Dyfed). La Expulsión de los Déisi es la única fuente directa para este "acontecimiento". La historicidad de este pasaje en particular de la épica aparentemente recibe confirmación "parcial" de un linaje preservado en las Genealogías de Harleian de fines del siglo X, en que los reyes contemporáneos de Dyfed clamaron descender de Triphun (fl. 450), un bisnieto de Eochaid Allmuir, a pesar de que la genealogía de Harleian presenta una versión enteramente diferente de la ascendencia de Triphun en la que  desciende de una línea imperial Romana que se remonta a Helena de Constantinopla, de quién los genealogistas resaltan sus alegados orígenes británicos. Esta ficción manifiesta aparentemente refleja un intento posterior de inventar un linaje más ilustre y/o autóctono para la dinastía Dyfed especialmente, ya que otro material genealógico galés parcialmente confirma que los irlandeses descienden de Triphun. Si la reubicación de algunos de los "Déisi" a Dyfed es de hecho histórica,  no está claro si implicó una migración tribal a gran escala o si fue meramente una transferencia dinástica, o ambas como parte de un movimiento poblacional multi fase. Por más que este movimiento esté caracterizado, eruditos han demostrado que no puede haber tenido lugar en una fecha tan temprana como se da a entender en La Expulsión de los Déisi (es decir poco después de que cegaran a Cormac mac Airt, fechado en 265 AC según la tradición), pero debe haber comenzado durante la segunda mitad del siglo IV como pronto, mientras que el comienzo en el sub-período Romano al principio del siglo V no puede ser excluido. Es además enteramente posible que los historiadores y genealogistas de los Déisi Muman fueran culpables de elevar a estos antepasados "verificados", quienes podrían originalmente haber pertenecido completamente a otra familia irlandesa. Las hazañas genealógicas de esta clase fueron famosamente realizadas por los Déisi Tuisceart o "Dál gCais".
El término déisi es también virtualmente intercambiable con otro término irlandés antiguo, aithechthúatha (que significa ‘tribus que pagan alquiler’, ‘comunidades vasallas’ o ‘pueblos tributarios’). Desde el siglo XVIII se ha sugerido que este término podría ser el origen de los Attacotti quiénes fueron reportados atacando la Gran Bretaña Romana en los 360, a pesar de que el argumento ha sido puesto en duda con bases etimológicas. Este argumento ha sido recientemente reabierto, aun así, por una ecuación propuesta de déisi – aithechthúatha – Attacotti en un contexto de fines del siglo IV.
Finalmente, MacNeill habla de forma extensa de los movimientos de los Uí Liatháin mencionados arriba, argumentando que su liderazgo en las conquistas irlandesas del sur y la fundación de la dinastía posterior de Brycheiniog, figuran en las genealogías galesas igualando las dinastías Uí Liatháin en las genealogías irlandesas. Argumenta que cualquier posible asentamiento de los Déisi habría sido subordinado hasta el desbancamiento de los Uí Liatháin por los hijos de Cunedda.

### Déisi Tuisceart
Byrne más tarde comenta cómo el ascenso del septo Dál gCais de los Déisi Tuisceart en el norte de Munster a expensas de los Eóganachta no fue diferente al ascenso de aquella dinastía a expensas de los Dáirine varios siglos antes, y esto de hecho puede haber sido la inspiración para los reclamos de los Dál gCais. Un argumento anterior y frecuentemente citado por John V. Kelleher es que esto era un esquema político de los Uí Néill, la dinastía más dominante de Irlanda, quienes argumentan que crearon el Reino de Thomond en el siglo X para debilitar aún más la posición de los ya divididos Eóganachta. Si esto es cierto, los Uí Néill estaban creando a los que pronto se convertirían en sus mayores rivales militares en casi los últimos cuatro siglos, amenazando tanto a Tara como a Cashel. Los Déisi Muman, por otro lado, permanecieron como seguidores prominentes de los Eóganachta durante su carrera.
El movimiento de los Déisi Tuisceart al actual Condado de Clare no está documentado, pero está comúnmente asociado con el "anexo" de la región a Munster luego de la pérdida de poder de Uí Fiachrach Aidhne en el sur de Connacht. Byrne sugiere estas fechas a partir de la victoria del rey de Cashel, Faílbe Flann mac Áedo Duib, sobre el célebre rey de Connacht Guaire Aidne mac Colmáin en la Batalla de Carn Feradaig en 627.
Una famosa propaganda de principios del siglo XII que detalla el crecimiento de los Dál gCais es el Cogad Gáedel re Gallaib.
Estudios recientes sugieren que los Dál gCais tienen una firma genética única a ellos, que se refiere como Tipo Irlandés III. Perteneciendo al Haplogrupo R1b (Y-ADN), éste subclade R1b1b2un1un1b4h está definido por la presencia del marcador R-L226/S168.